# Horizons
Horizons és un partit polític de centredreta francès fundat a l'octubre de 2021 per Édouard Philippe, ex-Primer Ministre i llavors alcalde de Le Havre.
El partit es va crear amb l'objectiu d'atraure el suport de centredreta a Emmanuel Macron per a les eleccions presidencials franceses de 2022. Pretén apel·lar a la dreta laica i europeista, amb una vocació social. Abans de les eleccions legislatives de 2022, va formar una coalició amb altres dos principals partits centristes: el Moviment Demòcrata (MoDem) i La République En Marche! (LREM).

## Resultats electorals

### Eleccions presidencials
| Any  | Candidat                 | 1a volta                 | 1a volta                 | 1a volta                 | 2a volta                 | 2a volta                 | 2a volta                 | Resultat |
| Any  | Candidat                 | Vots                     | %                        | Pos.                     | Vots                     | %                        | Pos.                     | Resultat |
| ---- | ------------------------ | ------------------------ | ------------------------ | ------------------------ | ------------------------ | ------------------------ | ------------------------ | -------- |
| 2022 | Suport a Emmanuel Macron | Suport a Emmanuel Macron | Suport a Emmanuel Macron | Suport a Emmanuel Macron | Suport a Emmanuel Macron | Suport a Emmanuel Macron | Suport a Emmanuel Macron | Elegit   |

### Eleccions legislatives
| Any  | Líder            | 1a volta  | 1a volta | 2a volta | 2a volta | Resultat |
| Any  | Líder            | Vots      | %        | Vots     | +/-      | Resultat |
| ---- | ---------------- | --------- | -------- | -------- | -------- | -------- |
| 2022 | Édouard Philippe | 648,312   | 2.85     | 30 / 577 | 30       | Minoria  |
| 2024 | Édouard Philippe | 1,135,647 | 3.54     | 26 / 577 | 4        | Minoria  |

### Parlament Europeu
| Any  | Líder            | Vots                   | %                      | Escons | +/− | Grup |
| ---- | ---------------- | ---------------------- | ---------------------- | ------ | --- | ---- |
| 2024 | Édouard Philippe | Dins la coalició Junts | Dins la coalició Junts | 2 / 81 | Nou | RE   |